# Stanisław Araszkiewicz
Stanisław Araszkiewicz, ps. Jastrzębiec, Jastrzębowski (ur. 13 listopada 1901 w Garbowie, zm. 1 września 1983 w Warszawie) – polski polityk, poseł na Sejm w latach 1930–1935, dyrektor Departamentu Robót Publicznych i Odbudowy i przewodniczący Krajowej Rady Odbudowy Delegatury Rządu na Kraj, partyzant BCh, po wojnie podsekretarz stanu w Ministerstwie Budownictwa i Przemysłu Materiałów Budowlanych w latach 1957–1967, działacz społeczny.

## Życiorys

### Młodość i początki działalności politycznej
Stanisław Araszkiewicz do 1924 roku uczył się w gimnazjum w Sandomierzu, jednak maturę uzyskał w 1925 roku, studiując od 1924 roku na Wydziale Nauk Politycznych i Społecznych Wolnej Wszechnicy Polskiej. Uzyskał dyplom w 1935 roku (studiował z przerwą od 1930 do 1933).
W czasie nauki w gimnazjum w lipcu 1920 roku ochotniczo zaciągnął się do Wojska Polskiego podczas wojny polsko-bolszewickiej. Służył do października 1920 roku, później, w czasie studiów odbył przeszkolenie w Batalionie Podchorążych Rezerwy Piechoty Nr 10 w Gródku Jagiellońskim (od listopada 1928 roku do września 1929 roku). W 1937 roku otrzymał awans na podporucznika rezerwy piechoty.
Od roku 1918 działał w ruchu ludowym. Tuż po swoich siedemnastych urodzinach, 15 listopada 1918 roku, został sekretarzem komitetu powiatowego PSL „Wyzwolenie” w Sandomierzu. W latach 1919–1928 działał w Centralnym Związku Młodzieży Wiejskiej. Między 1927 a 1928 był członkiem Zarządu Głównego Akademickiego Związku Młodzieży Wiejskiej. W latach 1928–1931 kierował Sekretariatem Naczelnym PSL „Wyzwolenie” i pełnił funkcję zastępcy Sekretarza Naczelnego tej partii. Od 1928 do 1935 roku zasiadał w Zarządzie Głównym Związku Młodzieży Wiejskiej.

### Życie i działalność polityczna do 1939 roku
Do Sejmu III kadencji został wybrany w okręgu nr 22 (Sandomierz) z listy Związku Obrony Prawa i Wolności Ludu Stronnictw Centrolewu (nr 7) jako członek PSL „Wyzwolenie”. Należał do Klubu Parlamentarnego Posłów Chłopskich, a od roku 1931 zasiadał w klubie Stronnictwa Ludowego (SL), był członkiem sejmowej komisji wojskowej. W latach 1933–1935 był członkiem Rady Naczelnej i skarbnikiem Naczelnego Komitetu Wykonawczego SL, zaś w latach 1934–1935 był także sekretarzem Zarządu Wojewódzkiego Stronnictwa w Kielcach. Od 1936 do 1946 roku pracował w Powszechnym Zakładzie Ubezpieczeń Wzajemnych w Warszawie, początkowo jako naczelnik wydziału, potem jako wicedyrektor Zakładu. Od marca 1934 roku był także krótko sekretarzem Zarządu Głównego Wojewódzkiego Stronnictwa Ludowego w Kielcach. Był również Prezesem Towarzystwa Uniwersytetów Ludowych.

### Działalność w okresie okupacji niemieckiej oraz w Polsce Ludowej
W okresie okupacji niemieckiej działał w organizacjach niepodległościowych, wchodził w skład Komendy Głównej Batalionów Chłopskich (BCh) jako szef Oddziału IV (kwatermistrzostwo) prawdopodobnie w stopniu majora. Araszkiewicz pełnił także istotne funkcje w Delegaturze Rządu na Kraj. Od roku 1942 był zastępcą Dyrektora Departamentu Robót Publicznych i Odbudowy, zaś od 9 lutego 1944 do 1 lipca 1945 roku dyrektorem tego Departamentu, pełnił także funkcję przewodniczącego Krajowej Rady Odbudowy. Od roku 1945 w PSL „mikołajczykowskim”, działał jako skarbnik Zarządu Wojewódzkiego w Łodzi, później, do 1947 roku był członkiem Rady Naczelnej Stronnictwa i pracownikiem sekretariatu Naczelnego Komitetu Wykonawczego PSL. Aresztowany w czerwcu 1947 roku i więziony przez pięć miesięcy. Po opuszczeniu aresztu wstąpił do prokomunistycznego Stronnictwa Ludowego, które w 1949 roku połączyło się z resztkami PSL „mikołajczykowskiego”, tworząc ZSL. Araszkiewicz został członkiem tej partii, wchodził w skład jej Naczelnego Komitetu w latach 1959–1973. Od 1948 roku pracował w Ministerstwie Budownictwa i Przemysłu Materiałów Budowlanych, a w latach 1957–1967 zajmował stanowisko podsekretarza stanu w tym ministerstwie. Był prezesem Towarzystwa Przyjaźni Polsko-Brazylijskiej. Od 1962 był członkiem Ogólnopolskiego Komitetu Pokoju. Uzyskał tytuł zawodowy magistra prawa na Uniwersytecie Łódzkim. W grudniu 1967 roku przeszedł na emeryturę. W 1970 roku został mianowany na stopień podpułkownika.

### Życie rodzinne

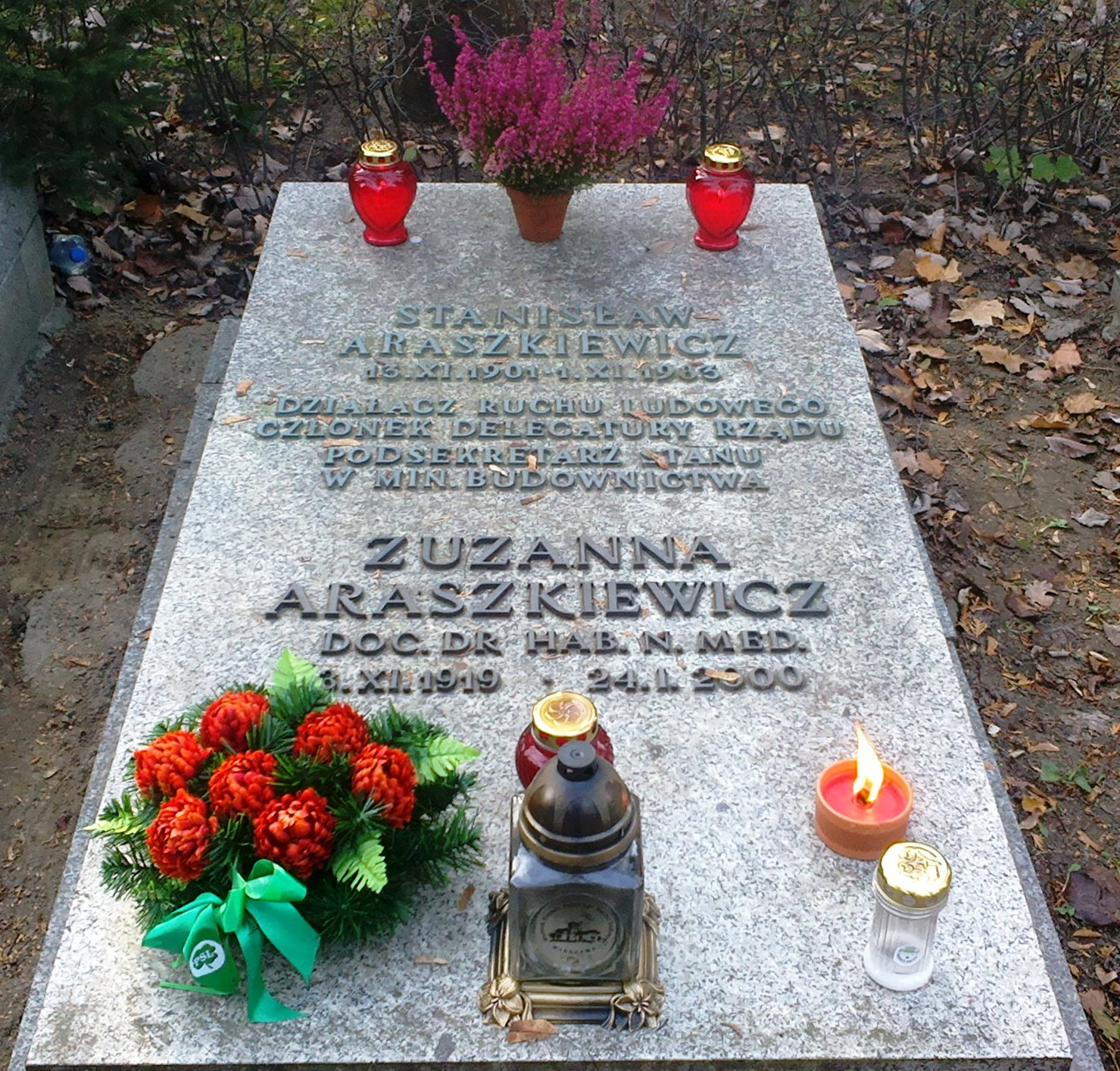
Grób Stanisława i Zuzanny Araszkiewiczów w Alei Zasłużonych Cmentarza Komunalnego na Powązkach w Warszawie

Stanisław Arazkiewicz był synem Andrzeja, rolnika, i Katarzyny z domu Dąda. Miał siostrę, Katarzynę, późniejszą Wicińską. Ożenił się z Zuzanną Dieuleveut-Kaulek (1919–2000), wnuczką Wacława Piskorskiego, córką Jeana Luciena Dieuleveut-Kauleka i Łucji z domu Piskorskiej (1886–1935) oraz siostrzenicą m.in. Leonarda Piskorskiego i Tomasza Piskorskiego. Miał z nią syna Andrzeja (ur. w 1947).
Został pochowany w Alei Zasłużonych na Cmentarzu Komunalnym – Powązki w Warszawie (kwatera 32A-tuje-16).

## Odznaczenia
- Krzyż Oficerski Orderu Odrodzenia Polski (1957)
- Krzyż Partyzancki
- Order Sztandaru Pracy II klasy (1964)
- Order Krzyża Grunwaldu III klasy (1959)